# Weymeria athene
Weymeria athene là một loài bướm đêm trong họ Noctuidae.